# Fagnières
Fagnières és un municipi francès, situat al departament del Marne i a la regió del Gran Est. L'any 2007 tenia 4.606 habitants.

## Demografia

### Població
El 2007 la població de fet de Fagnières era de 4.606 persones. Hi havia 1.754 famílies, de les quals 325 eren unipersonals (116 homes vivint sols i 209 dones vivint soles), 677 parelles sense fills, 644 parelles amb fills i 108 famílies monoparentals amb fills.
La població ha evolucionat segons el següent gràfic:
Habitants censats

### Habitatges
El 2007 hi havia 1.800 habitatges, 1.760 eren l'habitatge principal de la família, 5 eren segones residències i 35 estaven desocupats. 1.684 eren cases i 110 eren apartaments. Dels 1.760 habitatges principals, 1.495 estaven ocupats pels seus propietaris, 248 estaven llogats i ocupats pels llogaters i 17 estaven cedits a títol gratuït; 5 tenien una cambra, 12 en tenien dues, 69 en tenien tres, 394 en tenien quatre i 1.280 en tenien cinc o més. 1.473 habitatges disposaven pel capbaix d'una plaça de pàrquing. A 805 habitatges hi havia un automòbil i a 837 n'hi havia dos o més.

### Piràmide de població
La piràmide de població per edats i sexe el 2009 era:
| Homes | Edats   | Dones |
| ----- | ------- | ----- |
| 0     | 95 o +  | 4     |
| 0     | 90 a 94 | 4     |
| 12    | 85 a 89 | 4     |
| 8     | 80 a 84 | 8     |
| 32    | 75 a 79 | 36    |
| 56    | 70 a 74 | 56    |
| 88    | 65 a 69 | 80    |
| 112   | 60 a 64 | 120   |
| 156   | 55 a 59 | 148   |
| 256   | 50 a 54 | 220   |
| 200   | 45 a 49 | 232   |
| 276   | 40 a 44 | 200   |
| 160   | 35 a 39 | 260   |
| 108   | 30 a 34 | 120   |
| 84    | 25 a 29 | 68    |
| 148   | 20 a 24 | 104   |
| 252   | 15 a 19 | 308   |
| 272   | 10 a 14 | 236   |
| 232   | 5 a 9   | 188   |
| 116   | 0 a 4   | 96    |

## Economia
El 2007 la població en edat de treballar era de 3.127 persones, 2.085 eren actives i 1.042 eren inactives. De les 2.085 persones actives 1.904 estaven ocupades (982 homes i 922 dones) i 180 estaven aturades (94 homes i 86 dones). De les 1.042 persones inactives 458 estaven jubilades, 322 estaven estudiant i 262 estaven classificades com a «altres inactius».

### Ingressos
El 2009 a Fagnières hi havia 1.698 unitats fiscals que integraven 4.621,5 persones, la mediana anual d'ingressos fiscals per persona era de 19.214 €.

### Activitats econòmiques
Dels 158 establiments que hi havia el 2007, 3 eren d'empreses alimentàries, 4 d'empreses de fabricació d'altres productes industrials, 24 d'empreses de construcció, 58 d'empreses de comerç i reparació d'automòbils, 6 d'empreses de transport, 8 d'empreses d'hostatgeria i restauració, 4 d'empreses financeres, 11 d'empreses immobiliàries, 19 d'empreses de serveis, 11 d'entitats de l'administració pública i 10 d'empreses classificades com a «altres activitats de serveis».
Dels 37 establiments de servei als particulars que hi havia el 2009, 1 era una oficina de correu, 2 oficines bancàries, 5 tallers de reparació d'automòbils i de material agrícola, 1 taller d'inspecció tècnica de vehicles, 3 paletes, 5 guixaires pintors, 4 fusteries, 2 lampisteries, 2 electricistes, 3 perruqueries, 1 veterinari, 4 restaurants, 2 agències immobiliàries i 2 salons de bellesa.
Dels 28 establiments comercials que hi havia el 2009, 1 era, 2 supermercats, 1 un supermercat, 2 fleques, 1 una carnisseria, 1 una peixateria, 7 botigues de roba, 1 una botiga de roba, 3 sabateries, 1 una sabateria, 6 botigues de mobles, 1 una botiga de material esportiu i 1 una perfumeria.
L'any 2000 a Fagnières hi havia 19 explotacions agrícoles que ocupaven un total de 1.716 hectàrees.

## Equipaments sanitaris i escolars
El 2009 hi havia 2 farmàcies i 1 ambulància.
El 2009 hi havia 2 escoles maternals i 1 escola elemental. Fagnières disposava d'un col·legi d'educació secundària amb 522 alumnes.

## Poblacions més properes
El següent diagrama mostra les poblacions més properes.